# Gais Meinsma-Greydanus

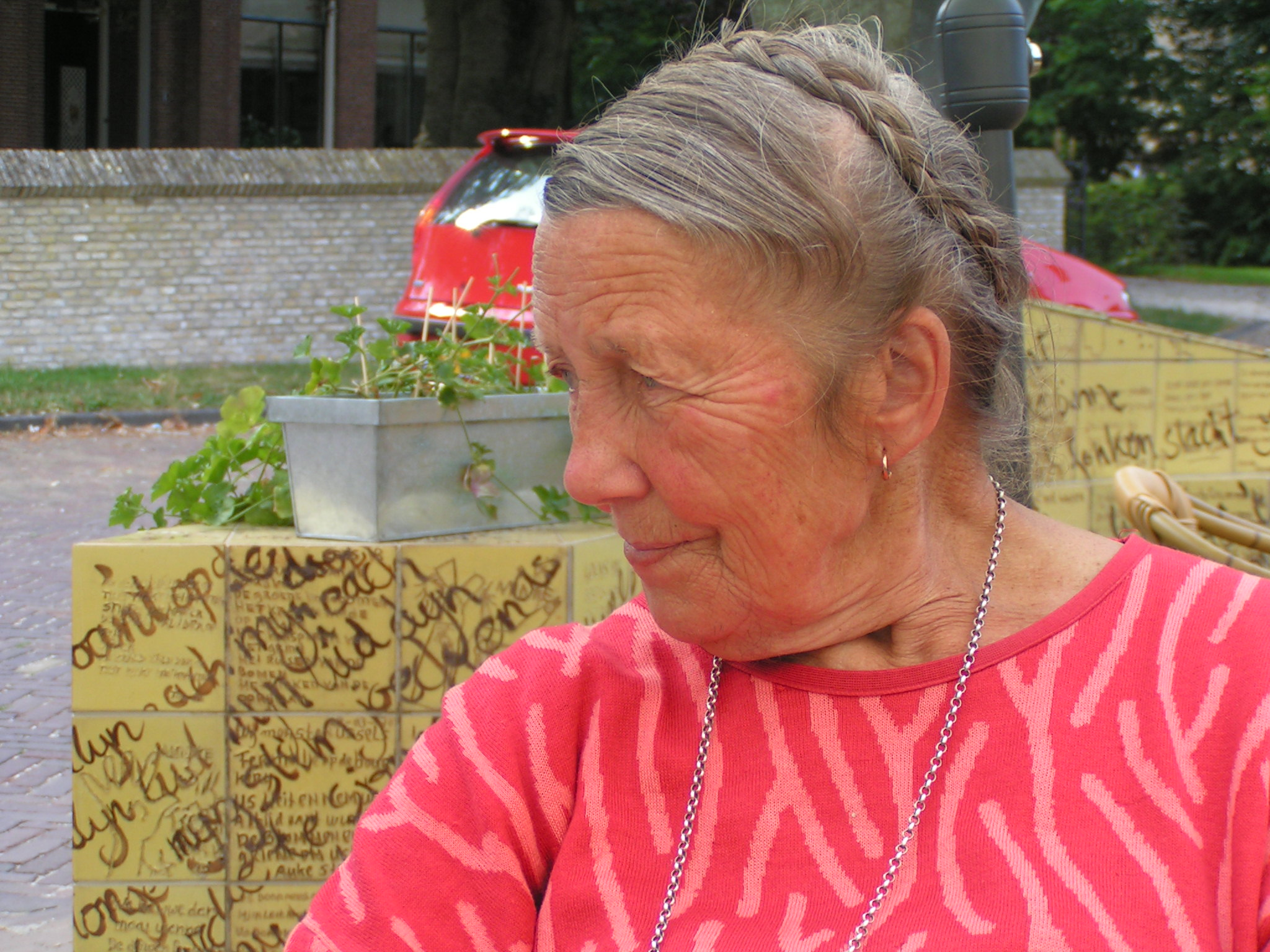
Foto uit 2013

Geiske "Gais" Meinsma-Greydanus (Jorwerd, 21 november 1926 – Blessum, 13 augustus 2019) was de medeoprichter en eerste voorzitter van de officiële Friese dameskaatsvereniging bij de Koninklijke Nederlandse Kaatsbond.

## Levensloop
De jeugd van Gais Greydanus speelde zich af in en rond het Friese dorp Jorwerd. Omdat haar vader in de oorlog werd opgepakt wegens illegale vleesverkoop, bedoeld voor onderduikers, moest Gais, de oudste dochter, stoppen met de mulo om haar moeder bij te staan. Toen vader, na anderhalf jaar en zwaar vermagerd, terugkwam uit Kamp Amersfoort besloot ze in het verzet te gaan. Ze vervoerde wapens in fietstassen. Op de boerderij waar ze woonde werkte een gehuwde arbeider van wie ze zwanger werd. Ze koos ervoor om het kind te behouden en alleen op te voeden. Enkele jaren later trouwde ze met dorpsschilder Hendrik Meinsma, die het kind opnam als zijn eigen zoon.
Vanwege haar baanbrekende levenswandel was Gais Meinsma-Greydanus een rolmodel voor heel veel meisjes en vrouwen in Midden-Friesland. Ze was daar een van de eerste boerendochters die zelfstandig buiten het eigen dorp ging werken. Ze oefende het beroep uit van leidinggevende in de gezinszorg en was daarnaast jarenlang het enige vrouwelijke kerkenraadslid in Jorwerd. Verder bekleedde ze veertig jaar lang het bestuurslidmaatschap van het Jorwerter Iepenloftspul (openluchttheater). Van 1970 tot 1974 was ze het eerste vrouwelijke gemeenteraadslid voor de Fryske Nasjonale Partij (FNP). Jarenlang zette ze zich in voor de emancipatie van het vrouwenkaatsen in Friesland, wat in 1975 leidde tot de oprichting van de officiële vrouwenkaatscompetitie binnen de nationale kaatsbond. Na haar pensionering studeerde ze theologie aan de Noordelijke Hogeschool, destijds in Groningen. 
Gais Meinsma-Greydanus overleed op 13 augustus 2019 en is op 17 augustus vanuit de kerk van Jorwerd op de plaatselijke begraafplaats ter aarde besteld.

## Erkenning
Het leven van Gais Meinsma-Greydanus is beschreven in het boek Gais van Dick Witte (2014, uitgeverij Aspekt). Daarin wordt haar veerkracht getoond, onder meer na de zelfdoding van haar man en jaren later van een van haar zonen. Ze speelt ook een belangrijke rol in het boek Hoe God verdween uit Jorwerd van Geert Mak. Voor haar bestuurlijk werk kreeg ze de koninklijke onderscheiding in de Orde van Oranje-Nassau.